# Donausüdstraße

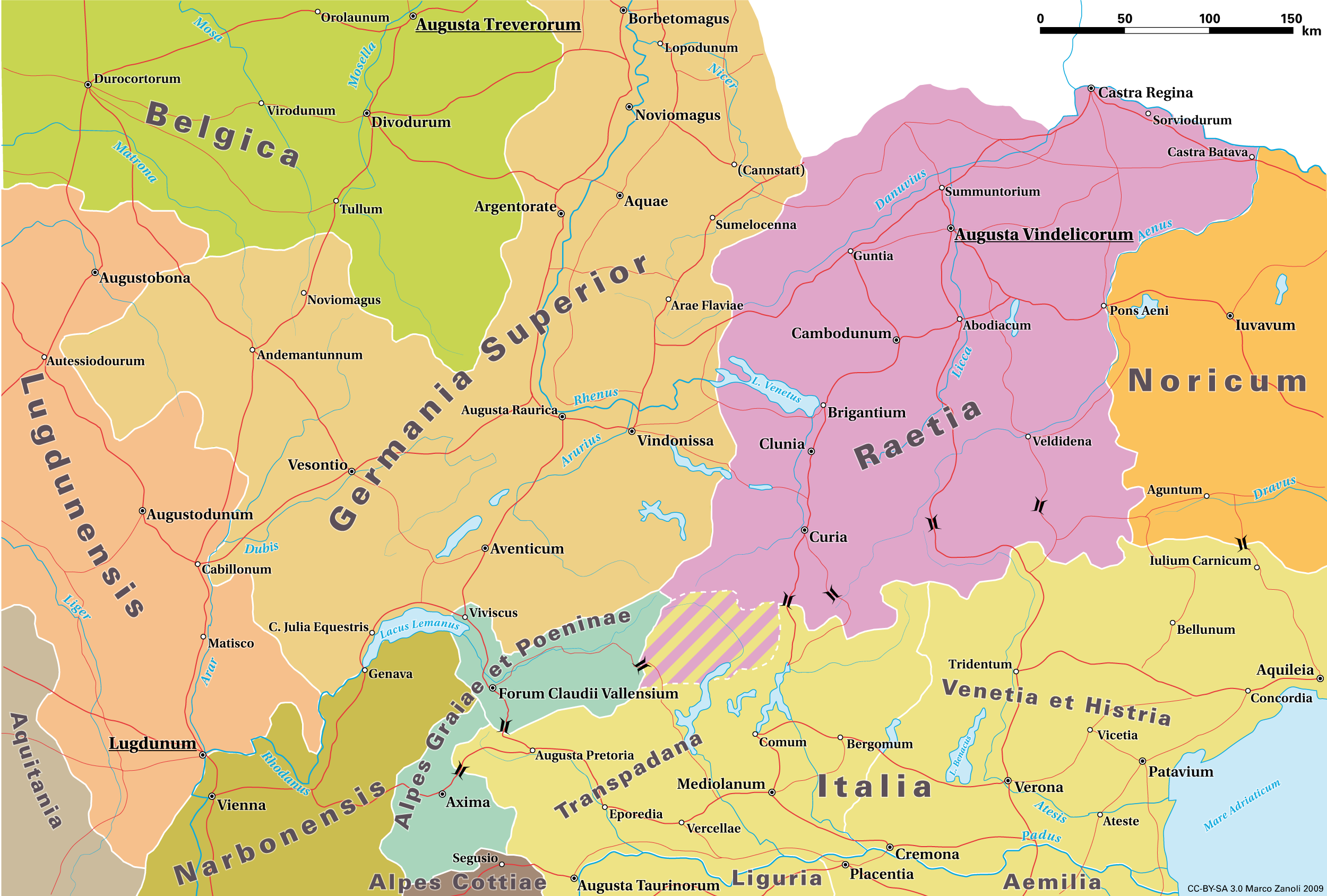
Die römischen Provinzen und das römische Straßennetz ca. 150 n. Chr.

Die von Historikern als Donausüdstraße (via iuxta Danuvium), selten auch missverständlich als Donaustraße bezeichnete römische Militär- und Fernstraße entlang und nahe dem Südufer der Donau wurde um das Jahr 45 von Brigobannis (Kastell Hüfingen) nahe dem Ursprung dieses Stromes in nordöstliche Richtung zunächst bis Weltenburg gebaut. Etwa 50 Jahre später wurde sie bis hinter Belgrad und von dort weiter nach Konstantinopel geführt. Hier wird im Wesentlichen nur über den Westabschnitt der Donausüdstraße innerhalb der römischen Provinz Rätien berichtet.

## Bedeutung

Das Bodendenkmal der Donausüdstraße am antiken Isarübergang mit dem Kastell Moos-Burgstall

In ihrem westlichsten und ältesten Abschnitt war die Donausüdstraße von West nach Ost mit den römischen Kastellen Hüfingen (Brigobannis), Tuttlingen, Ennetach, Emerkingen, Rißtissen, Unterkirchberg, Burlafingen, Nersingen und Günzburg (Guntia) bewehrt. Anfänglich diente die Straße hauptsächlich der militärischen Sicherung des rätischen Abschnitts der nördlichen Reichsgrenze (tiberisch-claudische Donaulinie). Sie wurde vermutlich unter der Verantwortung von Pionieren der damals in Windisch (Vindonissa) stationierten 21. Legion Rapax (Legio XXI Rapax) von Brigobannis ausgehend projektiert und gebaut. Die für die Grenzsicherung erforderliche Truppe war zumindest bis 80 n. Chr. zu einem Teil in den neuen, teilweise von Auxiliartruppen besetzten Kastellen entlang der Donau und zum anderen Teil mit Legionären im Legionslager Windisch im Westen stationiert. Augsburg beherbergte während des ersten Jahrhunderts n. Chr. noch kein Legionslager. Die obere Donau (lateinisch Danuvius) markierte von 15 v. Chr. bis ungefähr 95 n. Chr. den rätischen Abschnitt der Grenzlinie zwischen dem römischen Reich und dem damals unbesetzten Germanien (Germania magna). Die mit ungefähr fünf Metern Breite relativ schmale, geradlinige und wetterfeste Donausüdstraße war konsequent für die begrenzte militärische Aufgabe konzipiert, von Windisch aus die Sicherung und Überwachung der nördlichen Grenze Rätiens und des Reiches vom Donauanfang bis Weltenburg sicherzustellen. Die Streckenführung der neuen Straße optimierte Marschentfernungen durch das weiträumige und geradlinige Abschneiden von Flusskurven, vermied Überschwemmungsgebiete und folgte aus Sichtgründen vorzugsweise dem Scheitel flacher, langgezogener Geländeerhebungen. Sie machte keine Konzessionen an die Verkehrsbedürfnisse von damals schon bestehenden Siedlungen. Statt sich zum Beispiel östlich von Günzburg dem damals sich dynamisch vergrößernden Augsburg zu nähern, behielt sie ihren nordöstlichen Verlauf in einem mittleren Abstand von zwei bis fünf Kilometern von der Donau bei. Dadurch eignete sie sich zum Beispiel nicht einer vom Handel wohl nicht unerwünschten Funktion als Leinpfad. Das vorläufige östliche Ende der neuen Straße bei Weltenburg ergab militärischen Sinn, denn wegen des östlich von Weltenburg beginnenden, etwa sechs Kilometer langen Donaudurchbruchs, der Weltenburger Enge, war von Weltenburg bis zur Einmündung des Inns (Aenus), der Ostgrenze Rätiens, nicht mehr mit Flussüberquerungen größeren Ausmaßes durch Germanen aus dem Norden zu rechnen. Handels- und verkehrspolitisch war das Ende der Straße in Weltenburg nicht sinnvoll, denn damit war ab der Einmündung der via Claudia in die Donausüdstraße nördlich von Augsburg eine für den Handels- und Zivilverkehr unnütze, nach Osten gerichtete Sackstraße entstanden. 
Erst nach dem Bau einer Verbindungsstraße zwischen Tuttlingen und Straßburg (Argentoratum), der Kinzigtalstraße, um das Jahr 75 unter Kaiser Vespasian erlangte der Westabschnitt der Donausüdstraße bis zum Ende des 1. Jahrhunderts eine herausragende verkehrspolitische und militärische Bedeutung. Er verband das an politischer und wirtschaftlicher Bedeutung gewinnende Augsburg, die spätere Hauptstadt Rätiens, mit Mainz, der Hauptstadt und dem militärischen Zentrum der römischen Provinz Obergermanien. Da Augsburg bis etwa 175 kein eigenes Legionslager beherbergte, war dieser Abschnitt der Donausüdstraße, der die kürzeste Verbindung von Augsburg zu den Legionslagern von Straßburg und Mainz an der Rheintalstraße herstellte, von strategischer Bedeutung. Dies umso mehr, als Windisch als Legionslager um diese Zeit aufgelöst wurde. Mit der Verlegung der Grenze (Limes) zwischen Rätien und Germania Magna gegen Ende des 1. Jahrhunderts von der oberen Donau nach Norden auf die Schwäbische Alb und in den Neckarraum (Nicarus) und dem Bau einer weit kürzeren Verbindungsstraße von Augsburg nach Mainz mit der Streckenführung Augsburg – Günzburg – Cannstatt – Ladenburg – Mainz verlor der westliche Abschnitt der Donausüdstraße seine militärisch-strategische und handelspolitische Bedeutung. Sie war von da an kaum mehr als eine lokale Verbindungsstraße. Das Gleiche galt für den östlich von Günzburg verlaufenden Abschnitt, der zwar bis zum damals als Stadt noch nicht existierenden Regensburg (Castra Regina) weitergeführt worden war, der aber durch neue Direktverbindungen zwischen Augsburg und Günzburg wenig Verkehrsaufkommen hatte. Zu Anfang des zweiten Jahrhunderts wurden unter Kaiser Trajan neue, östlich von Raetien gelegene bedeutende Teilstrecken der Donausüdstraße in logistischer Vorbereitung auf die Dakerkriege bis zur Trajansbrücke bei Drobeta Turnu Severin (Drobeta) in Rumänien als strategische Nachschublinie ausgebaut (siehe auch Tabula Traiana). Gleichzeitig wurde die Donau von Rißtissen bis hinter Belgrad systematisch als Wasserstraße ausgebaut.
Im zweiten Drittel des dritten Jahrhunderts nahmen die Römer unter dem Druck der von Norden eindringenden Germanen und wegen des Fehlens von Truppen den Obergermanisch-Rätischen Limes im östlichen Abschnitt Rätiens (östlich der Iller) in relativ geordneter Weise nach Süden an die Donau zurück. Westlich der Iller wurde die Verteidigung des westlichen Teils von Rätien bis hinunter zum Bodensee und Hochrhein de facto aufgegeben. Nach einer neueren Hypothese (vgl. Limesfall) können möglicherweise häufige Überschwemmungskatastrophen, die auf eine radikale Abholzung der Auwälder in den Flusstälern zurückgeführt werden, zur Grenzverschiebung nach Süden beigetragen haben.
Die neue, ab ungefähr 280 ausgebaute Donaugrenze (Donau-Iller-Rhein-Limes) verlief von Osten nach Westen zwischen Regensburg und der Illermündung, d. h., bis knapp westlich von Neu-Ulm. Dort bog der Limes nach Süden ab. Ab hier bildete die Iller (Hilaria) bis Kempten (Cambodunum) die neue Grenze. Von dort führte der neue Donau-Iller-Rhein-Limes ein Stück über freie Landschaften und entlang der Argen bis zum Bodensee (Lacus Brigantinus). Er folgte dann dem südlichen Bodensee- und Hochrheinufer bis Basel (Basilia) und bog dort dem Rhein (Rhenus) folgend nach Norden ab.
Der nordwestliche Teil Rätiens (das heutige württembergische Oberschwaben, der Schwarzwald (Abnoba montes) und das Dekumatenland (Agri decumates) zwischen dem Oberrhein und dem jetzt verlassenen, von Norden nach Süden verlaufenden Teil des Limes) wurde systematisch von den Römern geräumt. Dadurch fielen der westliche Teil der Donausüdstraße von Hüfingen am östlichen Fuße des Schwarzwaldes bis zum Kastell Unterkirchberg an der Iller sowie die Kinzigtalstraße von Tuttlingen nach Straßburg ab Mitte des dritten Jahrhunderts zumindest als römisch gesicherte Straßen aus. Das Gleiche galt für den nördlicheren Straßenabschnitt zwischen Günzburg und Ladenburg. Der Ost-West-Verkehr von Augsburg nach Mainz verlagerte sich deshalb wieder auf die Allgäustraße. Die Donausüdstraße wurde dann noch etwa 250 Jahre lang im nordöstlichen Resträtien, das seit der Reichsreform des Kaisers Diokletian als Raetia secunda eine eigene Provinz mit der Hauptstadt Augsburg bildete, auf dem Ostufer der Iller nach Süden zur Allgäustraße bei Kempten geführt und so in Richtung Bregenz (Brigantium) umgeleitet. Der Verkehr von Augsburg nach Mainz, in die nördlichen Rheinprovinzen und Gallien wurde so zur Gänze von der mit einer Breite von knapp zehn Metern bestens ausgebauten Allgäustraße und von ihrer westlichen Verlängerung übernommen. Der Verkehr wurde jetzt von Bregenz über das leichter zu verteidigende südliche Bodenseeufer, den Hochrhein und über Basel nach Mainz geführt. Die Reise von Augsburg nach Mainz (Mogontiacum) über das Rheinknie bei Basel war dadurch wieder um 250 Kilometer länger geworden. Genauso lange wie schon 200 Jahre zuvor.

## Geschichte
15 v. Chr. wurde die Nordgrenze des römischen Reiches auf Befehl des Kaisers Augustus vom südlichen Alpenfuß zunächst bis an die Donau verlegt, die von den Römern im Oberlauf mit Anlehnung an ihren keltischen Namen „Danuvius“ und als zusammenhängender Strom mit ihrem griechischen Namen „Ister“ oder „Hister“ genannt wurde. Die beiden Stiefsöhne des Kaisers, Drusus und Tiberius, wurden mit dem dazu erforderlichen abschließenden Eroberungszug beauftragt, der als Alpenfeldzug in die Geschichte einging. Drusus zog 15 v. Chr. mit seinem Heer über den Brenner- und Reschenpass in die Gegend von Garmisch-Partenkirchen. Tiberius, der spätere Kaiser, erreichte über die zentralen Alpenpässe, wie z. B. den Septimerpass, und das Hochrheintal den Bodensee (Lacus Brigantinus), wo er auf einer der Inseln sein Hauptquartier aufschlug. Tiberius soll bei dieser Gelegenheit die Donauquellen besucht haben (vgl. Kastell Hüfingen). Die beiden siegreichen Heere (siehe Tropaeum Alpium) vereinigten sich am Lech (Licus) südlich von Augsburg (Augusta Vindelicorum). Der Alpenfeldzug diente zunächst der weiträumigen Sicherung Oberitaliens, das immer wieder von aus den Alpen angreifenden Kelten überfallen worden war. Sicher diente die Besetzung Vindeliciens aber auch der Vorbereitung und Flankenabsicherung der unmittelbar danach vom linken Rheinufer aus geführten, langfristig erfolglosen Eroberungsfeldzüge der Römer in das Gebiet der Magna Germania.
Die obere Donau bildete von da an für 110 Jahre die relativ ruhige, natürliche Nordgrenze des römischen Reiches im Abschnitt der im Entstehen begriffenen, weitgehend entvölkert vorgefundenen römischen Provinz Raetia zu dem von den Römern nicht besetzten „Freien Germanien“ (Magna Germania). Südlich der „nassen Grenze“ wurde um die Mitte des ersten nachchristlichen Jahrhunderts eine Militärstraße (lat. via militaris) von Hüfingen (Brigobannis) nahe dem Donauursprung (caput Danuvii) bis Weltenburg  gebaut und überwiegend im Abstand eines Tagesmarsches, also von ca. 25 bis 35 km, mit Kastellen bewehrt. Die Straße war darüber hinaus in den ersten 50 Jahren ihres Bestehens trotz einer anfänglich umständlichen Streckenführung über das Rheinknie bei Basel Teil der kürzesten Verbindung zwischen dem militärisch wichtigen Legionslager Mogontiacum/Mainz und dem im ersten nachchristlichen Jahrhundert an politischer und wirtschaftlicher Bedeutung gewinnenden Augsburg, das bis nach dem Jahre 170 militärisch vollkommen von Mainz abhing. Die Donausüdstraße war damit von 45 bis nach 95 von überragender strategischer Bedeutung. Um das Jahr 75 wurde auf Befehl des Kaisers Vespasian eine den Weg nach Mainz entscheidend verkürzende Variante der Donausüdstraße von Tuttlingen durch das Kinzigtal nach Strassburg gebaut.
Erst unter Domitian, dem letzten Flavierkaiser, wurde in den späten achtziger Jahren des ersten Jahrhunderts damit begonnen, die strategische Straßenverbindung Augsburg – Mainz weg von der Donausüdstraße weiter nach Norden zu verlegen. Über Günzburg (Guntia), einen wichtigen römischen Donauübergang, und Cannstatt im Neckartal entstand eine neue, direkte Trasse von Augsburg nach Mainz. Die Marschdauer verkürzte sich auf dieser etwa 160 Kilometer kürzeren Strecke um vier bis fünf Tage. Zum Schutz der neuen, weiter nördlich verlaufenden Route musste auch die Reichsgrenze von der oberen Donau nach Norden auf die Schwäbische Alb und ins heutige Franken vorgeschoben werden. Um 90 n. Chr. wurde mit dem Kastell Gunzenhausen der nördlichste Punkt dieser Verlegung erreicht. Kaiser Trajan (98–117 n. Chr.) erhob Augsburg zur Hauptstadt der römischen Provinz Rätien. Kaiser Antoninus Pius (138–161) vollendete den Obergermanisch-Rätischen Limes, der diese neue und bis zur Mitte des dritten Jahrhunderts in diesem Abschnitt definitive Reichsgrenze sicherte.

## Straßennetz

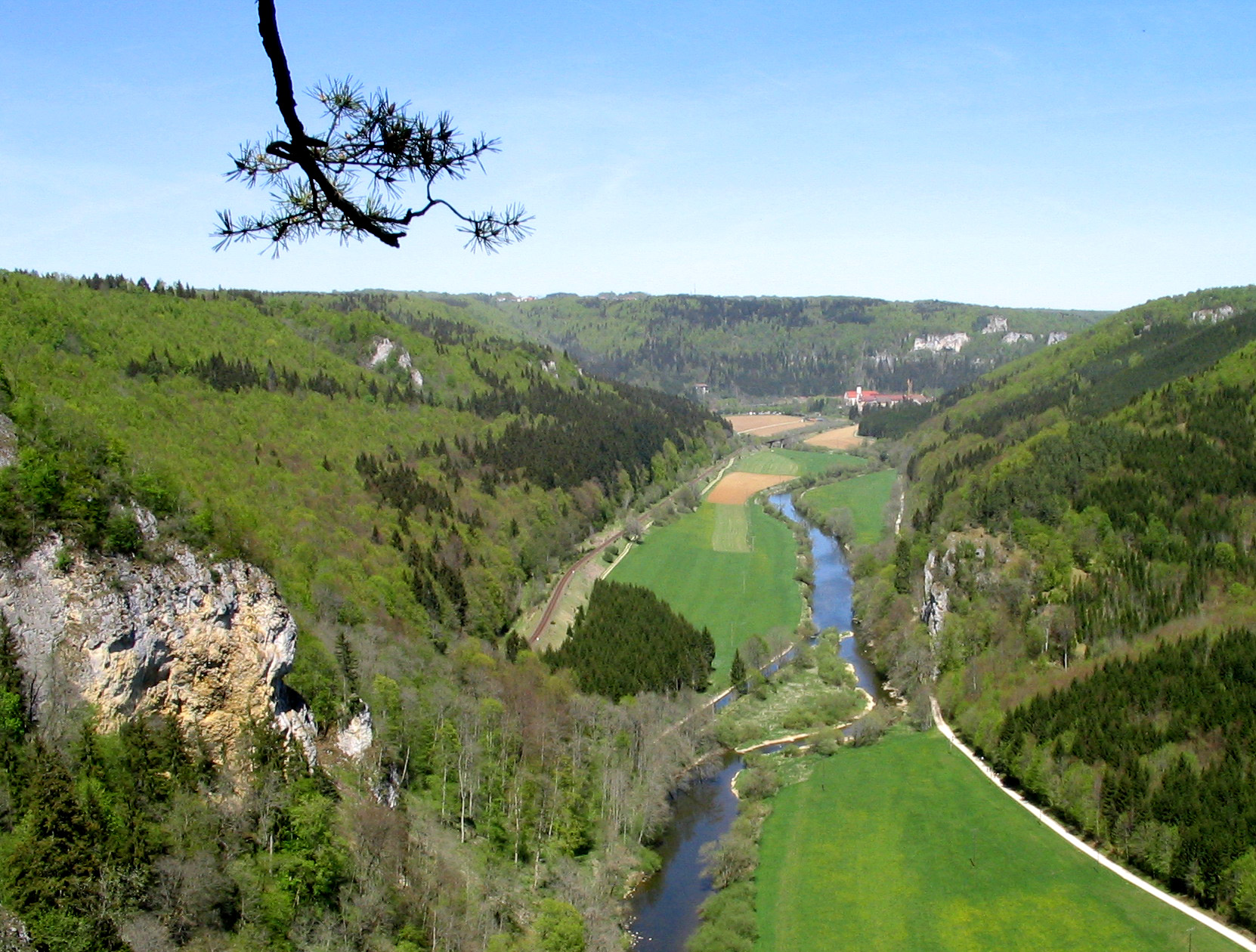
Obere Donau

Im Zusammenhang der Sicherung der römischen Nordgrenze war die Donausüdstraße in der zweiten Hälfte des ersten Jahrhunderts von großer Bedeutung. Sie verbesserte nicht nur die örtliche Grenzsicherung, sondern diente zunächst auch als Verbindung der Gestalt annehmenden römischen Provinz Rätien mit der westlichen Nachbarin, der Provinz Obergermanien (Germania superior). Bezeichnenderweise wurde die Straße zunächst nach Osten nur bis Weltenburg und nicht bis zur Grenze mit der römischen Provinz Noricum, also bis Passau an der Mündung des Inns ausgebaut. Damit wurde erreicht, dass diese Straße und damit die Kontrolle der nördlichen Grenze Rätiens ausschließlich dem Kommando in Mainz und nicht dem im näher gelegenen Noricum unterstand. Mit der Militärstraße wurde zunächst eine strategische West-Ost-Achse entlang der damaligen Nordgrenze des römischen Reiches geschaffen, die nicht unmittelbar mit der Provinz Noricum, jedoch mit dem sich als künftige Provinzhauptstadt profilierenden Augsburg und Italien durch die Nord-Süd-Achse Via Claudia verbunden war. Diese Straßenverbindung erlaubte rasche Truppenverschiebungen hauptsächlich aus dem Westen. Die von Süden aus Italien kommende Via Claudia mündete beim Kastell Mertingen (Submuntorium) südlich von Mertingen T-förmig in die Donausüdstraße. 74 n. Chr. wurde die Donausüdstraße in ihrem westlichen Teil von Tuttlingen aus von der legio VIII Augusta unter dem Kommando von Gnaeus Pinarius Cornelius Clemens durch das Kinzigtal bis Straßburg (Argentoratum) nach Nordwesten ausgebaut. Mit der so genannten Kinzigtalvariante wurde eine um etwa 260 km verkürzte Verbindung von Augsburg nach Mainz geschaffen. In den Jahren vor dem Bau der Donausüdstraße und der Kinzigtalspange führte die Strecke von Augsburg nach Mainz auf der Allgäustraße über Bregenz (Brigantium) und Basel (Basilia) rheinabwärts nach Mainz. Schon im Jahre 46 hatte der Bau der Donausüdstraße diese Strecke auch schon vor dem Bau der Kinzigtalspange um einige, wenige Tagesmärsche verkürzt. Die Strecke Augsburg–Mainz führte vor dem Bau der Kinzigtalspange, also zwischen den Jahren 46 und 74 entweder wie bisher über die Allgäustraße nach Basel oder vom damals westlichsten Punkt der Donausüdstraße bei Hüfingen nach Süden zum Hochrhein und von dort westwärts über das Rheinknie bei Basel in nördlicher Richtung nach Mainz.
Der von Günzburg (Guntia) aus gesehen westliche Teil der Donausüdstraße verlief einige Kilometer südlich der Donau fast schnurgerade südwestwärts bis zum alleinstehenden Berg Bussen. Dieser in der sanften Hügellandschaft weithin sichtbare Gipfel (fälschlich oft als höchster Berg Oberschwabens angesehen) hat den Erbauern als Peilmarke gedient. Die Straße überquert die südlichen flachen Ausläufer dieses Berges. Westlich des Bussens traf die Straße wieder auf die Donau und führte von dort durch das Donautal zum Donauursprung (Caput Danubii) und zum Kastell Hüfingen, am östlichen Fuße des Schwarzwaldes. Ungefähr an der Grenze zwischen den römischen Provinzen Rätien und Obergermanien mündete sie in eine ältere Römerstraße, die von Brigobanis nach Süden zum Hochrhein und nach Windisch (Vindonissa) führte. Die Erbauer, die um die Mitte des ersten Jahrhunderts die Donaustraße von Windisch aus planten und ausführten, wollten die neue Straße ausschließlich als schnelle Verbindung von Vindonissa zu den neuen Donaukastellen an der rätischen Donaugrenze. Mit dem Ausbau der Kinzigtalspange, der abkürzenden Verbindung vom Kastell Tuttlingen über Rottweil (Arae Flaviae) durch das Kinzigtal nach Straßburg in den Jahren 73–74 n. Chr. wurde ein neuer Zweck verfolgt. Es ging um die Verkürzung der Entfernung zwischen Augsburg und den obergermanischen Legionslagern Strassburg und Mainz. Konsequenterweise wurde Vindonissa als Legionslager aufgegeben. Mit dem Bau der Kinzigtalspange wurde das Dekumatenland annektiert und die rätische Nordgrenze erstmals von der Donau nach Norden verschoben. Durch die neue kurze Verbindung nach Strassburg und Mainz erreichte die Donausüdstraße für die nächsten 25 Jahre ihre größte militärische und handelspolitische Bedeutung. Sie war jetzt die eindeutig und bei Weitem kürzeste und am besten ausgebaute Verbindung zwischen Raetien und Mainz. Folgerichtig wurden in dieser Periode in mehreren der bis dahin aus hölzernen Blockhütten bestehenden Donaukastellen zwischen Tuttlingen und Günzburg erstmals repräsentative steinerne Gebäude errichtet. Diese neue Bedeutung der Donausüdstraße fand ihr Ende, als Kaiser Trajan um 97 n. Chr. weiter nördlich eine noch direktere, noch kürzere Verbindung von Augsburg über Günzburg und Cannstatt nach Mainz schuf.
Konrad Miller, der Altmeister der Römerforschung in Oberschwaben, konnte zum Verlauf von römischen Militärstraßen in Oberschwaben nur Lückenhaftes berichten. 1891 untersuchte er zusammen mit dem Geometer Denzel die Südstraße an einundzwanzig Stellen. Sie fanden einen 4,7 bis 5,5 m breiten seitlich abgeböschten Straßenkörper mit beidseitigen Straßengräben. Der gekofferte, winterfeste Straßenkörper bestand aus einer 20–40 cm starken Steinlage, über der sich örtlicher Kies befand. Die Römer nannten eine so konstruierte in diesem Falle ungepflasterte Straße „via glareata“ oder „glarea strata“. Die Spurweite römischer Straßenfuhrwerke betrug, wie man von in den Stein gehauenen Geleisen der Alpenübergänge weiß, standardmäßig 105–115 Zentimeter. Auf der vergleichsweise schmalen Donausüdstraße konnten aber zwei sich begegnende Fuhrwerke bei einer Fahrbahnbreite von rund fünf Metern ohne zeitraubende Ausweichmanöver aneinander vorbeifahren. Außerhalb der Ortschaften lag die Straße inmitten eines 14 bis 21 m breiten, sorgfältig abgeholzten und gemähten Wiesenstreifens, der bei gutem Wetter das Marschieren in Sechser- und Achterreihen erlaubte. Aus den Erfahrungen z. B. der verlorenen Varusschlacht hatten die Römer gelernt, dass kompakte, d. h. nicht in die Länge gezogene Marschverbände die Sicherheit der Truppe bei Überfällen in bewaldeten Gebieten erhöhte. 1986 wurde die Donausüdstraße bei Neu-Ulm und 1990 bei Unterfahlheim letztmals angeschnitten und untersucht. Eine sichere Beurteilung des Alters der angeschnittenen Straßenabschnitte gestaltete sich schwierig, weil die Straße nach Abzug der Römer im 3. bzw. 5. Jahrhundert in verschiedenen Streckenabschnitten zum Teil bis heute weiter benutzt und repariert wurde. Schon Karl der Große restaurierte um das Jahr 800 systematisch eine große Zahl der heruntergekommenen Römerstraßen in seinem Reich. Dafür, dass auch die Donausüdstraße zu den damals wieder hergestellten Straßen gehörte, spricht der Umstand, dass eine Reihe von Kirchen entlang ihrer Route um das Jahr 800 zum ersten Mal urkundlich erwähnt wurden (vergl. Rißtissen, Bussen).
Die Donausüdstraße wird vielfach in aktuellen Landkarten (oder auch in den früher üblichen Messtischblättern) als „Römer- oder Heerstraße“ ausgezeichnet. Oft verlaufen auch heute noch benutzte Straßen (z. B. in Rißtissen) und Feldwege abschnittsweise auf ihrer Trasse. Wäre die Donausüdstraße heute noch durchgängig begeh- oder befahrbar, wäre sie noch immer die kürzeste, geradlinigste und steigungsärmste Verbindung zwischen Regensburg und Donaueschingen.